# جون داي (موظف مدني)
جون داي (بالإنجليزية: Jon Day)‏ هو موظف مدني بريطاني، ولد في 23 أبريل 1954.